# Portretten van de collecterende disgenoten van het Sint Jobsgasthuis te Utrecht
Portretten van de collecterende disgenoten van het Sint Jobsgasthuis te Utrecht is een schilderij door de Noord-Nederlandse schilder Jan van Bijlert in het Centraal Museum in Utrecht. Het neemt een unieke plaats in binnen de 17e-eeuwse portretschilderkunst, omdat op het schilderij arme mensen een prominente plaats innemen.

## Voorstelling
Het stelt een groep collecterende mannen voor onder toeziend oog van een hoge functionaris uiterst rechts. Deze functionaris is – afgaande op zijn zilveren draagteken – de huismeester van van het Sint Jobsgasthuis in Utrecht. De overige personen zijn bewoners en medewerkers van dit gasthuis. Het Sint Jobsgasthuis werd in 1504 opgericht voor de opvang van mannelijke syfilispatiënten. In de loop van de 16e en 17e eeuw kreeg het steeds meer het karakter van een oudemannenhuis. Het gasthuis had tot 1635 toestemming van het stadsbestuur om twee keer per jaar te collecteren. In 1634 trok het stadsbestuur dit privilege in en weigerde kort daarna ook de behandeling van syfilispatiënten financieel te ondersteunen. Dit leidde tot een conflict, dat in 1635 werd bijgelegd met een compromis. Dit compromis hield echter in dat de tweejaarlijkse collecte ophield te bestaan.

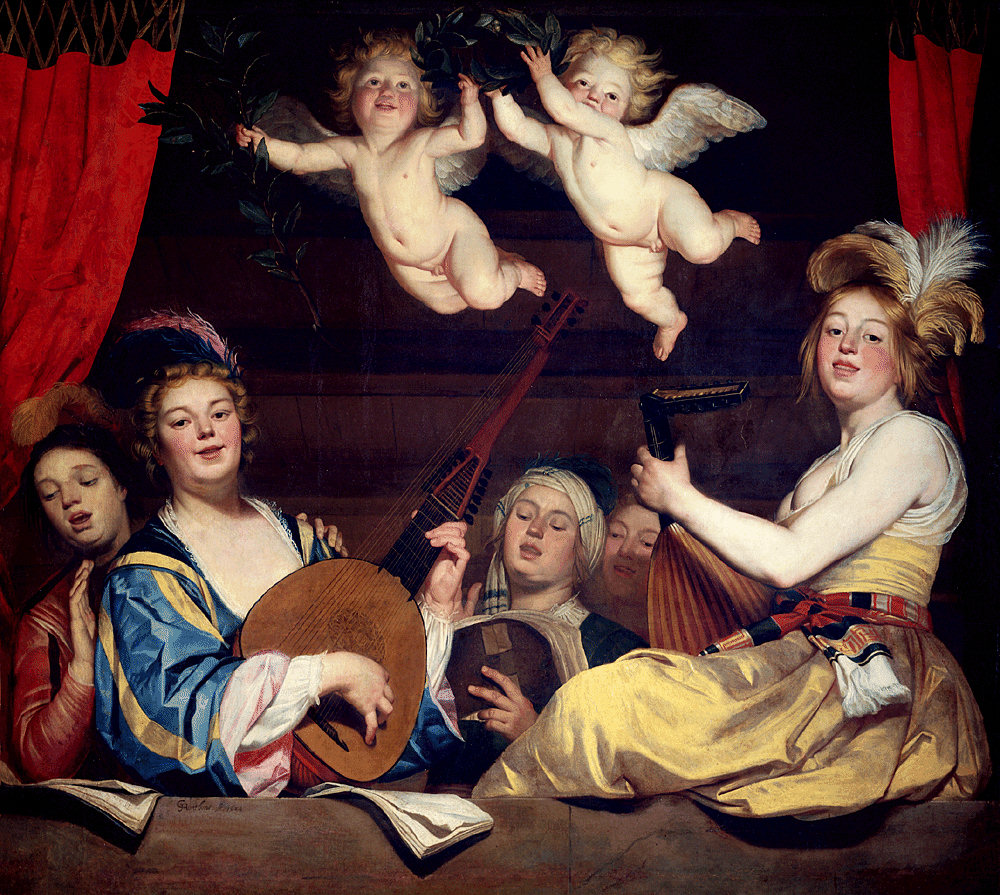
Gerard van Honthorst. Het concert. 1624. Parijs, Musée du Louvre.

De schilder plaatst de collectanten en hun begeleider achter een stenen muurtje. Deze manier van afbeelden heeft hij afgekeken van andere Utrechtse caravaggisten en gaf hem de gelegenheid om meer nadruk te leggen op de collectebus en het nog lege bord. De eerste zeven mannen van links zijn bewoners van het gasthuis. Ze dragen allemaal een wambuis met daaronder een eenvoudig, wit hemd. De naam van de huismeester uiterst rechts is onbekend. Tussen de collectanten en de huismeester zijn twee medewerkers van het gasthuis afgebeeld: de binnenvader (derde van rechts) en de bode (tweede van rechts). De binnenvader onderscheidt zich van de collectanten door zijn kanten kraag. Vermoedelijk is hij Peter Erasmus (overleden in december 1630), de laatste binnenvader die uit de archieven bekend is. De bode – Jan Faesz. van Zijll – werd in 1635 begraven in de Buurkerk in Utrecht. Van de collectanten valt op dat diverse blikken gericht zijn op het lege bord, dat één van hen vasthoudt. De tweede man van links (met collectebus) gebaart naar beneden, terwijl een andere man (zonder collectebus) naar de hemel wijst. Volgens kunsthistoricus Thomas Döring wil dit zeggen dat hoewel de mannen op leeftijd zijn, en ze aan het hiernamaals denken, ze ook weten dat ze niet zonder geld kunnen leven.

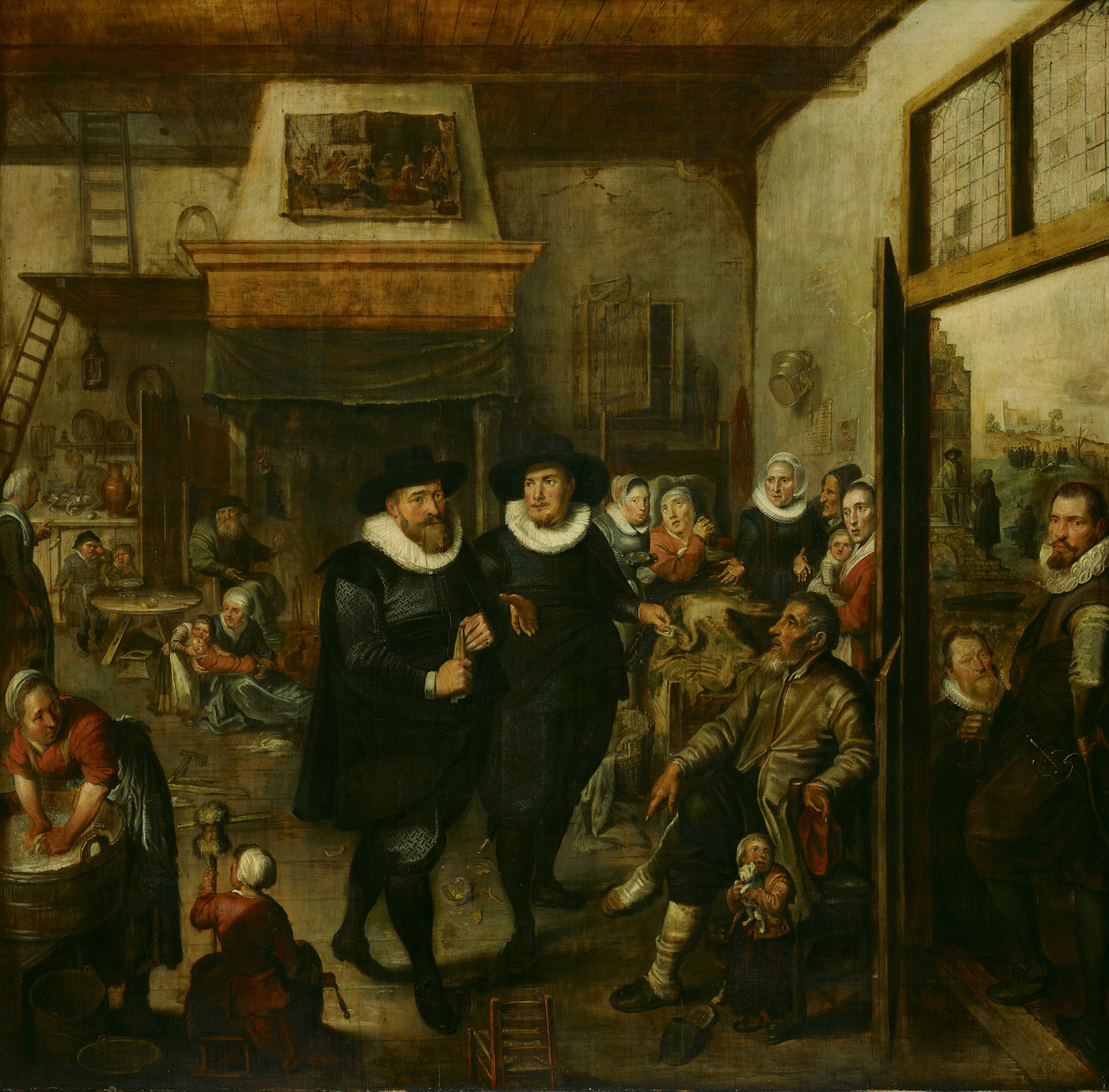
Werner van den Valckert. Een aalmoezenier vergezeld door de hoofdprovoost brengt een huisbezoek bij de armen. 1625-1630. Amsterdam, Amsterdam Museum.

Het schilderij werd gemaakt voor de regentenkamer van het Sint Jobsgasthuis. Deze regentenkamer herbergde na de renovatie van 1626 tot 1627 een groeiend aantal schilderijen die door verschillende Utrechtse schilders aan het gasthuis geschonken waren. De schilder Jan van Bijlert werd in 1634 lid van het regentencollege van deze instelling. Het schilderij neemt een bijzondere plaats in binnen de 17e-eeuwse portretschilderkunst, omdat hier vooral arme mensen zijn geportretteerd. Er zijn 17e-eeuwse regentenstukken bekend waarop regenten zijn afgebeeld die mensen bezoeken waar zij voor zorgden, maar op dit soort schilderijen zijn de armen slechts figuranten. Volgens Thomas Döring moet dit echter niet overdreven worden. De gezichten van de armen zijn volgens hem vrij karikaturaal en kunnen wellicht niet als zuivere portretten gezien worden.
De achtergrond heeft verder niets te maken met de leefomgeving van de gasthuisbewoners. Hier is een Italiaans landschap afgebeeld met ondergaande zon. Links een centraalbouw en rechts een kasteelruïne met cipressen. Mogelijk heeft de schilder hiervoor gekozen om toch wat meer tegemoet te komen aan de smaak van de regenten.

## Toeschrijving en datering
Het schilderij is middenonder gesigneerd ‘Jvbijlert·fecit·’ (J. v. Bijlert heeft [dit] gemaakt). Het is niet gedateerd. Mogelijk ontstond het rondom de ruzie tussen het Gasthuis en het stadsbestuur over de financiering van het gasthuis en de uiteindelijke afschaffing van de tweejaarlijkse collecte in 1635. Op stilistische gronden kan het schilderij rond 1630 gedateerd worden.

## Herkomst
Het werk bevond zich tot 1811 in het Sint Jobsgasthuis in Utrecht. In de Franse Tijd werd het gasthuis opgeheven en op 8 juli 1811 werd het werk openbaar geveild in Utrecht. De vermoedelijke koper was P.M. Kesler uit Amsterdam. Deze P.M. Kesler liet het werk in mei 1844 in Amsterdam veilen door veilingmeesters J. de Vries, A. Brondgeest en C.F. Roos. Tot 1849 was het in het bezit van een zekere Sandenb. Matthiessen, mogelijk Clemens Sandenbergh Matthiessen (1801-1854). Op 18 oktober 1849 werd het opnieuw geveild door dezelfde veilingmeesters in Amsterdam. Daarna ontbreekt ieder spoor, tot het in 1931 opnieuw opdook in de kunstmarkt in de Verenigde Staten. In 1934 werd het door kunsthandel J. Vuyk in Parijs verkocht aan het Centraal Museum in Utrecht.